# Brandtsheide

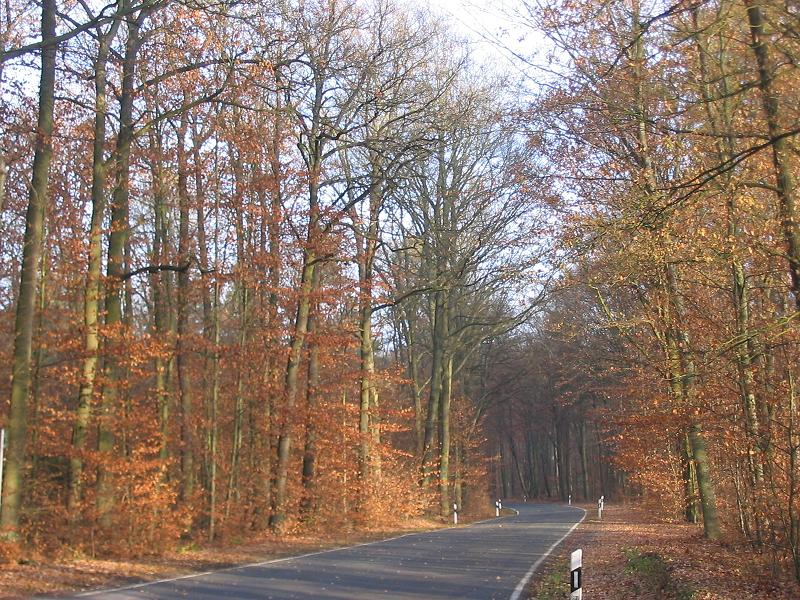
Buchenwald bei Medewitz in der Brandtsheide; in der Nähe befindet sich das Naturschutzgebiet Flämingbuchen

Die Brandtsheide ist eine waldreiche Landschaft bei Wiesenburg im Hohen Fläming.

## Geographie
Die Brandtsheide liegt im Naturpark Hoher Fläming im Bundesland Brandenburg an der Grenze zu Sachsen-Anhalt, etwa 85 km südwestlich von Berlin. Die Gegend ist mit etwa 83 Einwohnern pro Quadratkilometer relativ dünn besiedelt und zum Teil von ausgedehntem Buchenmischwald bedeckt. Das Klima ist hemiboreal. Die Durchschnittstemperatur beträgt 7 °C. Der wärmste Monat ist der Juli mit durchschnittlich 18 °C und der kälteste der Dezember mit −4 °C.

## Name und Geschichte
Das Grundwort Heide in der Wortzusammensetzung Brandtsheide war ursprünglich ein Synonym für Wildnis, weil in weiten Teilen der Mittelmark Heide (eigtl. Heede) in der Bedeutung „Wald“ gebraucht wurde. Das Bestimmungswort geht auf die Familie Brandt zurück. Am 5. Juli 1456 empfingen die Brüder Friedrich und Jahn Brandt von Kurfürst Friedrich II. der Sanftmütige die Belehnung über das Schloss und die Stadt Wiesenburg und die benachbarten Dörfer Jeserig, Reetz und Schlamau.
Die heutigen Wiesenburger Ortsteile Jeserigerhütten, Neuehütten, Reetzerhütten und Medewitzerhütten oder auch die an der Grenze der Brandtsheide gelegenen Schweinitzer Hütten erinnern mit ihren Namen an die kirchenlosen Hüttensiedlungen der Gegend, die ursprünglich zur Teer- und Holzkohlegewinnung gegründet wurden.
Die ursprüngliche Sprache der Brandtsheide ist das Flämingplatt, eine mittelmärkische Mundart des Niederdeutschen. In der zweiten Hälfte des 19. Jahrhunderts schrieb der Pastor Fähndrich aus Wiesenburg:

„Die Sprache der gewöhnlichen Leute in ihrem Verkehr untereinander ist das Plattdeutsche, wie es etwa auf dem Fläming gesprochen wird, und streift schon mehr an die Sprache der gewöhnlichen Einwohner in den kleinen Städten. Auch hier läßt sich die Beobachtung machen, daß oft nahe aneinander grenzende Gegenden doch durch ihre Spracheigenthümlichkeit scharf abgegrenzt sind. Die Brandtsheide ist nach mehreren Seiten hin von der Provinz Sachsen und Anhalt umgeben. Hier sind gewisse unverkennbare Färbungen und Nuancen in der Sprache, die man bald heraushört. Davon hat aber die Brandtsheide nichts angenommen, sondern die Flämings-Eigenthümlichkeit bewahrt, die von der benachbarten Parochie Raben herüberweht…“

Heute wird Flämingplatt nur noch von wenigen Menschen gesprochen, genießt aber offiziellen Schutz in den Bundesländern Brandenburg und Sachsen-Anhalt.